# Alliopsis gymnophthalma
Alliopsis gymnophthalma är en tvåvingeart som beskrevs av Willi Hennig 1976. Alliopsis gymnophthalma ingår i släktet Alliopsis och familjen blomsterflugor. Inga underarter finns listade i Catalogue of Life.